# Haematopota circumscripta
Haematopota circumscripta är en tvåvingeart som beskrevs av Friedrich Hermann Loew 1858. Haematopota circumscripta ingår i släktet Haematopota och familjen bromsar. Inga underarter finns listade i Catalogue of Life.